# Operatie Walpurgisnacht
Operatie Walpurgisnacht (Duits: Unternehmen Walpurgisnacht)  was een evacuatie-operatie van de Duitse Kriegsmarine tegen het einde van de Tweede Wereldoorlog in de Oostzee.

## Verloop
In januari 1945 bracht het Rode Leger het Duitse Oostfront in hun Wisła-Oderoffensief tot instorten. Op 2 februari staken de Sovjets de Oder bij Küstrin over. Miljoenen mensen waren vanuit Oost-Pruisen naar het westen gevlucht, voornamelijk naar Danzig en Gotenhafen.
Tijdens het Pommerenoffensief in maart drong het Rode Leger door Pommeren vanuit het zuiden en bereikte op veel plaatsen de kust, zodat er omsingelde gebieden gecreëerd werden die tegen de zee gedrukt werden en geëvacueerd moesten worden.
Op 23 maart brak het Rode Leger door naar de Bocht van Gdańsk tussen Zoppot en Koliebken en scheidde daarmee Danzig en Gotenhafen. Deze laatste haven viel op 28 maart. Ten noorden daarvan, op de Oxhöfter Kämpe, een hoge grond direct aan de kust, vochten de overblijfselen van het Duitse 7e Pantserkorps onder bevel van Generaal Mortimer von Kessel door. Hier verbleven destijds duizenden vluchtelingen.
Ondanks een andersluidende order uit de Führerbunker gaf de opperbevelhebber van het 2e Leger, Generaal Dietrich von Saucken, uiteindelijk het bevel voor de Operatie Walpurgisnacht. Deze evacuatie-operatie werd uitgevoerd door de 9e Beveiligingsdivisie (Duits: 9. Sicherungs-Division) van de Kriegsmarine onder bevel van Kapitein-luitenant-ter-zee (Fregattenkapitän) Adalbert von Blanc.
In totaal vervoerden 25 viskotters, 25 marine-veerboten (Marinefährprähme), vijf zware artillerieschepen (Artillerieträger) en vijf andere schepen  ongeveer 30.000 vluchtelingen en 10.000 gewonden en soldaten, evenals de overblijfselen van het 7e Pantserkorps, naar het langgerekte, beboste schiereiland Hela over de Bocht van Gdańsk in de nacht van 4 op 5 april 1945. De smalle, 34 km lange strook land diende als overslagpunt voor vluchtelingen, die van hier naar het westen werden verscheept.